# Rajella purpuriventralis
Espèce
Statut de conservation UICN

 LC  : Préoccupation mineure
Rajella purpuriventralis est une espèce de raie.